# Jantar

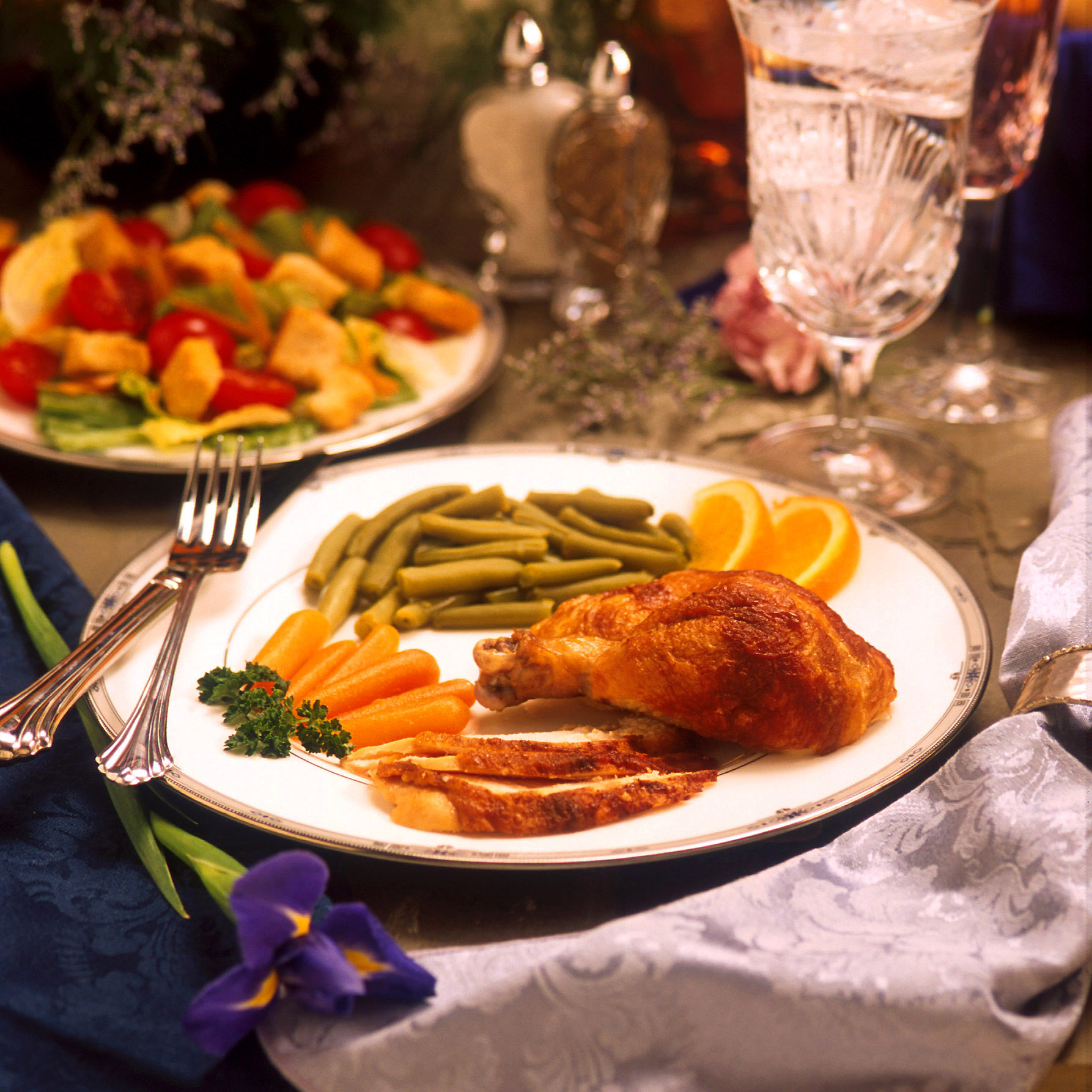
Jantar americano formal

O jantar ou janta é a última refeição substancial do dia. Com a queda em desuso da ceia, acaba por ser, pelo menos no mundo ocidental, a última refeição de muitas pessoas antes de se irem deitar.
Em países de língua inglesa como a Grã-Bretanha, o Canadá, e os Estados Unidos, o jantar é a refeição mais importante da noite e é servida no começo da mesma, algo em torno das 18h às 21h.
Na Espanha, o jantar pode ser servido pelas 22h ou 23h, embora isso seja em parte porque a Espanha usa um fuso horário que tem quase duas horas de diferença para o horário solar verdadeiro.
Os jantares comidos fora de casa, ou servidos a convidados ("jantares festivos"), que podem durar até tarde. O jantar é a refeição mais comumente servida como uma forma de entretenimento, seja num restaurante, como um bufê ou prato do dia, ou como um jantar sentado ou banquete. Os jantares podem ser realizados para se desfrutar da companhia de amigos, para celebrar um evento tal como um casamento ou aniversário, para ser servir de motivo de reunião de uma comunidade, como entretenimento oficial para dignitários ou como um evento para coleta de fundos. As refeições incluem frequentemente dois ou mais pratos, podem ser servidas com vinho e são frequentemente acompanhadas por sobremesa. Os pratos principais do jantar costumam incluir carne/peixe e vegetais.